# 諏訪部定勝
諏訪部 定勝（すわべ さだかつ）は、戦国時代から安土桃山時代にかけての武将。後北条氏の家臣。武蔵国日尾城主。

## 略歴
永禄11年（1568年）、日尾城に山県昌景らが率いる武田軍が攻めてきた。だが定勝は前日に客人と酒を飲んでおり、泥酔状態で寝込んでいた。そこで妻の妙喜尼が甲冑を身につけて家臣を引き連れ出陣し、武田軍を撃退した。
その後、鉢形城城主の北条氏邦に平謝りし、断酒したという。

## 登場作品

### テレビ番組
- 決着!歴史ミステリー （2009年7月9日）